# バレーボールトンガ男子代表
バレーボールトンガ男子代表は、バレーボールの国際大会で編成されるトンガの男子バレーボールナショナルチームである。

## 歴史
1987年に国際バレーボール連盟へ加盟。主な国際大会出場がないトンガはアジアのナショナルチームの中では新参チームの1つである。これまではオセアニア、南太平洋地域で行われる大会に出場していたが、2006年世界選手権大陸予選において唯一の太平洋島嶼国として初めて出場を果たした。2006年予選はグループ最下位で1次ラウンド敗退に終わったものの、2010年予選ではニュージーランドを抑えて2次ラウンドへ進出しており、近年徐々に国際舞台での経験を積んでいる。

## 過去の成績

### オリンピックの成績
- 出場なし

### 世界選手権の成績
- 2006年 - アジア予選敗退
- 2010年 - アジア予選敗退

### アジア選手権の成績
- 出場なし